# Mikael Tornving
Bo Mikael Tornving, född 15 februari 1961 i Östersund, är en svensk komiker, skådespelare, programledare, och militär.

## Biografi
Tornving växte upp på Skolgatan i Östersundsstadsdelen Odenslund.
Han studerade på linjen för personal- och arbetslivsfrågor vid Uppsala universitet och var flitigt engagerad i nationslivet på Norrlands nation, bland annat som andre kurator. Han är broder i föreningen Jamtamot och var spexare i NoNSEns.
Tornving är mest känd som komiker, som exempelvis cynisk politiker i Parlamentets (TV4) panel och som den uppretade och uttröttade reportern Rolf Nygård i Melodifestivalens olika deltävlingar runtom i Sverige 2005. Karaktären Rolf Nygård sågs även i Godafton Sverige. 2006 medverkade Tornving i komediserien Playa del Sol. Han ingår i humorgruppen Humorator, som bland annat medverkade i TV-serien Svensk humor i SVT hösten 2013. År 2012 blev han tilldelad "Årets folkbildare" på radiogalan för sitt programinslag "Tornving förklarar", som han har i Mix Megapols morgonprogram Gry med vänner.
Tornvings första roll i en spelfilm var en cameoroll i filmen Frostbiten (2006) som en polis som försöker gripa en vampyr (spelad av Jonas Karlström). Han spelar rollen som Patrik Agrell i actionfilmerna om Johan Falk.
Under hösten 2007 medverkade Tornving i musikalen Little Shop of Horrors som sattes upp på Halmstads Teater. Från hösten 2013 medverkade han i musikalen Priscilla, Queen of the Desert på Göta Lejon i Stockholm.
Sommaren 2008 turnerade Tornving med Rhapsody in Rock och sommarpratade i Sveriges Radio P1.
Han var tidigare reservofficer vid Jämtlands fältjägarregemente i Östersund. Han har varit bataljonschef i Hemvärnet men sedermera lämnat Hemvärnet. Hösten 2023 var han tillsammans med Gunde Svan programledare för Kompani Svan på Kanal 5. Han arbetar även som konferencier och moderator vid evenemang av olika slag.
År 2005 utsågs Tornving till "lillprins" i Republiken Jamtland av Ewert Ljusberg.

## Filmografi

### Filmer
- 2015 – Johan Falk: Slutet
- 2015 – Johan Falk: Lockdown
- 2015 – Johan Falk: Blodsdiamanter
- 2015 – Johan Falk: Tyst diplomati
- 2015 – Johan Falk: Ur askan i elden
- 2014 – Pingvinerna från Madagaskar (röst)
- 2013 – Johan Falk: Kodnamn Lisa
- 2013 – Familjen Holstein-Gottorp (TV-serie) (ett avsnitt)
- 2012 – Johan Falk: Barninfiltratören
- 2012 – Johan Falk: Organizatsija Karayan
- 2012 – Johan Falk: Alla råns moder
- 2012 – Johan Falk: De 107 patrioterna
- 2012 – Johan Falk: Spelets regler
- 2012 – Madagaskar 3 (röst)
- 2009 – Johan Falk - De fredlösa
- 2009 – Johan Falk - Operation Näktergal
- 2009 – Johan Falk - Leo Gaut
- 2009 – Johan Falk – National Target
- 2009 – Johan Falk - Vapenbröder
- 2009 – Johan Falk - Gruppen för särskilda insatser
- 2008 – Madagaskar 2 (röst)
- 2006 – Frostbiten
- 2005 – Robotar (röst)
- 2005 – Madagaskar (röst)

### TV-program
- Partaj, Kanal 5
- Alla mot alla, Kanal 5
- 1999–2020 – Parlamentet (TV-serie)
- Sputnik, TV4
- God afton Sverige, TV3
- Helt historiskt, SVT
- Playa del Sol, SVT
- Power of 10, Kanal 5
- SNN News, TV4
- Dominans, SVT
- Detta har hänt, SVT
- Bert, C More
- Kompani Svan Kanal 5
- Jeopardy! Kanal 5
- Stallet med vänner SVT

## Teater

### Roller (ej komplett)
| År   | Roll                              | Produktion                                                          | Regi                   | Teater                 |
| ---- | --------------------------------- | ------------------------------------------------------------------- | ---------------------- | ---------------------- |
| 2005 | Björn Ason Green                  | Muntergökarna Neil Simon                                            | Bjarni Haukur Thorsson | Chinateatern           |
| 2007 | Orin Scrivello                    | Little Shop of Horrors Alan Menken och Howard Ashman                | Anders Albien          | Halmstads Teater       |
| 2015 | Kapten Darling                    | Svarte Orm Anders Albien, Richard Curtis, Rowan Atkinson, Ben Elton | Anders Albien          | Intiman                |
| 2019 | Peter Rundqvist, försvarsminister | Trassel Ray Cooney                                                  | Edward af Sillén       | Krusenstiernska gården |